# Marek Olejniczak (kulturysta)
Marek Olejniczak (ur. 24 marca 1977 w Gnieźnie) – polski kulturysta.
Wielokrotny medalista mistrzostw Polski w tej dyscyplinie sportu. Zdobywał także medale mistrzostw Europy (brązowe w 2007 i 2008 roku), a w 2012 roku został mistrzem świata. W swojej karierze startował również w europejskiej edycji zawodów Arnold Classic.